# Shrub Oak
Shrub Oak és una concentració de població designada pel cens dels Estats Units a l'estat de Nova York. Segons el cens del 2000 tenia 1.812 habitants.

## Demografia
Segons el cens del 2000, Shrub Oak tenia 1.812 habitants, 601 habitatges, i 495 famílies. La densitat de població era de 434,5 habitants per km².
Dels 601 habitatges en un 45,6% hi vivien nens de menys de 18 anys, en un 68,6% hi vivien parelles casades, en un 8,5% dones solteres, i en un 17,5% no eren unitats familiars. En el 14,1% dels habitatges hi vivien persones soles el 5,5% de les quals corresponia a persones de 65 anys o més que vivien soles. El nombre mitjà de persones vivint en cada habitatge era de 3,01 i el nombre mitjà de persones que vivien en cada família era de 3,35.
Per edats la població es repartia de la següent manera: un 29,4% tenia menys de 18 anys, un 6,5% entre 18 i 24, un 31,3% entre 25 i 44, un 24,2% de 45 a 60 i un 8,6% 65 anys o més.
L'edat mediana era de 36 anys. Per cada 100 dones de 18 o més anys hi havia 95,9 homes.
La renda mediana per habitatge era de 80.108 $ i la renda mediana per família de 87.226 $. Els homes tenien una renda mediana de 59.432 $ mentre que les dones 36.523 $. La renda per capita de la població era de 29.499 $. Entorn del 2,2% de les famílies i el 2,4% de la població estaven per davall del llindar de pobresa.